# ステープルハースト鉄道事故
ステープルハースト鉄道事故（英: Staplehurst rail crash）は、1865年6月9日の午後3時13分に英国イングランドのケント州ステープルハーストで発生した列車脱線事故である。サウス・イースタン鉄道のフォークストン発ロンドン行きボート・トレインが土木工事のために線路が外されていた高架橋に通りかかって脱線し、10人が死亡し40人が負傷した。イギリス商務省の報告書では、赤い旗を持った作業員1人が554ヤード (507 m)離れた場所に配置されていたが、規則では彼は1,000ヤード (910 m)離れた場所にいなければならず列車が停止するには時間が足りなかったことがわかった。
小説家のチャールズ・ディケンズは、エレン・ターナンおよび彼女の母とともにこの列車で移動中に事故に巻き込まれた。3人はこの事故から生還したが、ディケンズは事故により大きな精神的ショックを受けた。

## 事故の経過
1865年6月9日、毎日運転のロンドン行きボート・トレインがフランスからの定期海峡横断フェリーからの乗客を乗せてフォークストンを2時36分から2時38分の間に出発した。テンダー機関車199号機が、列車（緩急車1両、2等客車1両、1等客車7両、2等客車2両、緩急車3両）を牽引しており、乗客は1等客が80人、2等客が35人であった。緩急車のうち3両には車掌が乗務しており、機関車に備えられた汽笛を使って機関士とやり取りをすることができた。列車がヘッドコーン駅を45–50マイル毎時 (72–80 km/h)で通過した直後、運転士は赤い旗を見た。彼はブレーキのために汽笛を鳴らし逆転機を後進に入れたが、機関車と制動手は列車を止めることができず、午後3時13分に土木工事のため線路を外していたベルト高架橋 (Beult viaduct) を通過中に脱線した。
それぞれの幅が21フィート (6.4 m)の開口部が8つある高さ10-フート (3.0 m)の高架橋は、事故当時、ほとんど乾燥した川床にかかっていた。機関車、炭水車、緩急車と2等車はうまく通り抜け、1等車の1両目と連結された状態であったが、その1等車の後部は川床に落ちて止まった。続く客車7両は最終的にぬかるんだ川床に落下し、最後の2等客車は後続の緩急車（うち後部の2両は東岸に残っていた）と連結されたままの状態であった。10人が死亡し40人が負傷した。また客車7両が脱線時や救出の際に破壊された。
イギリス商務省の報告書（1865年6月21日発行）では、事故前の8-10週間に作業員8人と職長1人のチームがヘッドコーン駅-ステープルハースト駅間に架かる高架橋上の線路下の木材を取り替えていたということがわかった。列車が来ない時には線路は取り外されていたと思われる。しかし6月9日に職長は時刻表を誤読し、事故を起こしたボート・トレインの定期運行日であることを見落としていた。さらに規則では1,000ヤード (910 m)離れた場所に赤旗を持った作業員1人を配置しなければならなかったが、その作業員は通常より狭い間隔で立てられていた電柱を参考に距離を数えており、わずか554ヤード (507 m)離れた場所に立っていた。この距離では列車が停止するには時間が足りなかった。また、エリア内での線路補修について運転士に通知されていなかった。

## チャールズ・ディケンズ
チャールズ・ディケンズはエレン・ターナンおよびその母親とともに1等車に乗車しており、この車両は川床に完全には転落せず、事故を生き延びた。彼は車内から窓を通って外に逃げ出し、ターナンたちを助け出して、ブランデーのボトルや帽子に水を入れて被災者たちに配ったが、その中にはディケンズが救助している間にもなくなっていくものがいた。他の生存者たちとともに臨時列車でロンドンへ立つ前に、彼はその時点で執筆中であった『互いの友』の原稿を回収した。サウス・イースタン鉄道の責任者は事故後のディケンズの支援に感謝の意を表して彼に1枚のプレートを贈った。この経験はディケンズに大きな影響を与えた。ディケンズは2週間に渡り声を発することができなくなり、1865年8月に発行された「互いの友」の第16話は2ページ半短くなった。ディケンズは事故について小説の後書きで以下のように述べている。

今年6月9日の金曜日、ボフィン夫妻（ラムル夫妻を朝食に迎えるための服装をしていた）は私とともにサウス・イースタン鉄道に乗車しており、酷い事故に遭遇した。私が他の人を助けるためにできる限りのことをした後、私は高架橋の上でほぼひっくり返って斜めになっていた自分の客車によじ登って、夫妻2人を助け出そうとした。彼らはかなり汚れていたが、その他はけがをしていなかった。[...] 私は、読者との別れがこれまでになく親密であることを敬虔な感謝をもって思い出す。今日はこの本を"THE END"の2語で終える。

その後ディケンズは列車での旅行に神経質となり、可能な限り他の手段を使った。事故から5年後に彼は亡くなった。息子によると、ディケンズは事故後結局完全に回復することはなかったとしている。

### フィクション
この事故は、ロナルド・デルダーフィールドの英雄譚「神はイングランド人」(God is an Englishman) の舞台として使われ、また2009年2月に発行されたダン・シモンズの「ドルード」では話の始まりとなっている。また、2013年の映画「ジ・インビジブル・ウーマン」にも描かれている。

### 補足
1. 1 2  Rich 1865, pp. 42–43.
2. ↑  Earnshaw 1991, p. 4.
3. ↑  Rich 1865, p. 43.
4. ↑  Rich 1865, p. 41.
5. ↑  Kitchenside, Geoffrey (1997). Great Train Disasters. Parragon Plus. p. 18. ISBN 978-0752526300
6. ↑  Rich 1865, p. 42.
7. 1 2 3 4  “The Staplehurst Disaster”.   University of California: Santa Cruz. 2012年11月15日閲覧。
8. ↑  Kidner 1977, pp. 48–49.
9. ↑  Review of Drood by Andrew Taylor in The Independent Friday 13 March 2009
10. ↑  Review of The Invisible Woman The Globe and Mail Friday, Jan. 17 2014

## 関連書
- Lewis, Peter (February 2007). Disaster on the Dee Collapse of Dee Bridge. History Press Limited. ISBN 978-0-7524-4266-2
- Lewis, Peter Dickens and the Staplehurst Rail Crash, The Dickensian, 104 (476), 197 (2009).
- Lewis, Peter (1 January 2012). Charles Dickens and the Staplehurst Train Crash. Amberley Publishing. ISBN 978-1-84868-793-6
- Nock, O.S. (1983). Historic Railway Disasters (3rd ed.). London: Ian Allan Ltd. pp. 15–19. ISBN 0-7110-0109-X
- Rolt, L. T. C. (1 July 1999). Red for Danger: The Classic History of British Railway Disasters. Sutton Pub. ISBN 978-0-7509-2047-6